# Российско-сейшельские отношения
Российско-сейшельские отношения — международные отношения между Россией и Сейшельскими островами. Дипломатические отношения между СССР и Сейшельскими островами были установлены 30 июня 1976 года, на следующий день после обретения островным государством независимости от Великобритании.
Российское посольство находится в Виктории. Сейшельские острова имеют представительство в России через своё посольство в Париже (Франция) и через два почётных консульства (в Санкт-Петербурге Почётный консул Хмарин, Виктор Николаевич и Екатеринбурге Почётный консул Вожагов, Игорь Олегович).
В феврале 2009 года Александр Владимиров, посол России на Сейшельских островах, в ходе встречи с президентом Джеймсом Мишелем и вице-президентом Джозефом Белмонтом, охарактеризовал отношения между двумя государствами как «наилучшие за весь период дипломатических отношений».

## Советско-сейшельские отношения
15 февраля 1980 года было подписано Соглашение между правительством Союза Советских Социалистических Республик и правительством республики Сейшельские острова о торговом судоходстве. Правительство президента Франса-Альбера Рене поддержало ввод войск в Афганистан.
В 1987 году The Sunday Times, ссылаясь на неназванные источники в американской разведке, сообщала о том, что СССР высадил на Сейшельские острова около пятидесяти морских пехотинцев с корабля «Иван Рогов» в октябре 1986 года, через месяц после неудачной попытки покушения на президента Рене.

## Экономические отношения
Торговля между Россией и Сейшельскими островами в 2008 году достигла оборота в 6,23 миллиона долларов США. Из них объём экспорта России — 4,54 миллиона долларов (нефтепродукты, машины и оборудование), объём экспорта Сейшельских островов в Россию — 1,69 миллиона долларов (рыба и морепродукты, пряности). Быстро растущее число российских туристов, желающих посетить Сейшельские острова, привело к тому, что главный авиаперевозчик Республики Сейшельские Острова Air Seychelles начал осуществлять еженедельные перелёты в Москву (аэропорт Внуково) в марте 2009 года. Как ожидается, будет добавлен ещё один еженедельный рейс после стабилизации ситуации на российском рынке.